# Lee-Enfield
El Lee-Enfield va ser el fusell de forrellat, alimentat per carregador, estàndard en l'Exèrcit Britànic des de 1895 fins a 1956. Sent l'arma en servei durant la primera meitat del segle xx, ha estat utilitzat en les dues guerres mundials i més per membres de la Commonwealth, incloent-hi l'Índia, Austràlia i el Canadà. Dispara cartutxos del calibre .303 British des d'un carregador extraïble amb capacitat per a deu bales, que s'omplia utilitzant pintes de cinc projectils, i va tenir una producció total estimada, incloent-hi totes les variants, d'uns 17 milions d'unitats.

## Història
El fusell Lee-Enfield era un derivat de l'anterior Lee-Metford, un fusell mecànicament similar que usava cartutxos de pólvora negra i combinava el sistema de forrellat de James Paris Lee amb el canó d'ànima estriada dissenyat per William Ellis Metford. El sistema d'acció del Lee era un avanç important, més ràpid i senzill que el sistema de forrellat de Mauser. A causa del sistema de forrellat ràpid, la introducció dels fusells semiautomàtics es va retardar considerablement.
El forrellat ràpid i el carregador de gran capacitat (deu projectils, davant els cinc que tenia la majoria dels fusells basats en el disseny Mauser) permetia que un tirador expert pogués disparar entre 15 i 30 vegades en un minut, fent del Lee-Enfield el fusell de forrellat més ràpid de la seva època. La millor marca va ser fixada el 1914 per un sergent de l'Exèrcit Britànic, que va realitzar 38 encerts en un blanc de 30 cm a uns 300 m en un minut.
El Lee-Enfield va aparèixer al novembre de 1895 com 303 calibre, Rifle, Magazine, Lee-Enfield (fusell, carregador, calibre 303, Lee-Enfield) o més comunament Magazine, Lee-Enfield o MLE. A l'any següent es va introduir el Lee-Enfield Calvary Carbine Mk I (carabina de Cavalleria Lee-Enfield Model I) o LEC, amb un canó de 538 mm enfront dels 767 mm de la versió llarga. Tots dos van rebre sèries de petites modificacions el 1899, creant-se el Mk I*.

### 1904
L'1 de gener de 1904, es va introduir una nova model més lleuger i curt que el MLE original, anomenat Rifle, Short, Magazine, Lee-Enfield, o SMLE (que es pronunciava com Smelly). La longitud del canó estava a mig camí del fusell original i la carabina, amb 640 mm.
La marca visual del SMLE era l'extrem del seu curt canó que només sobresortia uns centímetres del cos del fusell. El nou fusell incorporava un sistema de càrrega mitjançant pintes, una innovació presa dels Mauser capturats als Boers. La seva curta longitud va ser polèmica en el seu moment, ja que es pensava que no era prou curt per a emprat per la cavalleria, ni prou llarg per realitzar trets a llargues distàncies amb precisió.

### 1907, Primera Guerra Mundial
El SMLE Mk III de 1907 presentava una mira millorada i una guia fixa del carregador. Es van perfeccionar el guardamans i el carregador. Molts dels primers models del tipus MLE i SMLE van ser actualitzats a l'estàndard del Mk III.
Durant la I Guerra Mundial, es va trobar al Mk III massa complicat de fabricar i es van buscar simplificacions. El 1916 es va crear el Mk III* que incorporava diverses millores. A causa de la incapacitat de les principals fàbriques (RSAF Enfield, Birmingham Small Arms, i London Small Arms) de satisfer les comandes de producció militars, es va començar a fabricar peces o les armes completes en diferents companyies, creant un petit escàndol polític.
Durant la Segona Guerra Bòer, els britànics van haver d'enfrontar a la precisió del fusell Mauser M1893 (subministrat per Espanya i Alemanya) de calibre 7 x 57 mm. Com a resposta a aquesta munició de petit calibre, el Departament de Guerra desenvolupar el seu propi cartutx utilitzant un calibre de 276 que usava el fusell canadenc Ross. Es va crear un fusell basat en el Mauser, el Pattern 1913 Enfield (P13), encara que el començament de la guerra i les necessitats logístiques van detenir la seva fabricació. Es va adaptar el sistema de tret a la munició 303 per crear el Pattern 1914 Enfield (P14), amb un carregador intern de cinc bales. No obstant això, a causa de la manca de capacitat industrial només es va fabricar una petita quantitat, i existia cert rebuig de canviar l'arma a la meitat de la contesa. De qualsevol manera, es va emprar com fusell de franctirador i arma de reserva.

### Entreguerres
El 1926, l'exèrcit britànic va canviar la nomenclatura i el SMLE es va passar a anomenar Rifle No 1 Mk III o III*, quedant obsolets els MLE i LEC juntament amb els primers models del SMLE. Molts Mk III i III* es van convertir a un calibre menor "el 22" per a entrenament, i van ser designats Rifle No 2; el Pattern 14 va passar a ser l Rifle No 3.
El disseny del SMLE era bastant costós de fabricar per la quantitat d'operacions mecàniques que necessitava. Als anys 20 es van realitzar diversos experiments per solucionar aquests problemes, reduint el nombre de peces complexes. El SMLE Mk V, posteriorment Rifle No 1 Mk V, feia servir un nou sistema de mira, movent l'alça a la seva anterior posició sobre el canó, fet que augmentava la distància entre les mires i millorava el radi de punteria. Es van fer modificacions en el carregador i en el canó. No obstant això, aquest disseny era encara més complicat de fabricar que el Mk III, sent produïdes aproximadament unes 20.000 unitats entre 1922 i 1924.
Entre 1930 i 1933 se'n va fabricar una nova versió, el No 1 Mk VI, que tenia un canó "flotant", que no estava connectat rígidament a la recambra, permetent que l'expansió i contracció del canó no el deformés per raó de l'escalfor. La seva producció va ser únicament de 1.025 unitats.

### Segona Guerra Mundial i Guerra de Corea
La necessitat de nous fusells creixia a finals de la dècada del 1930, i el Rifle No abril Mk I va ser adoptat el 1939, encara que la seva producció a gran escala no va començar fins al 1941. El 4 era similar al Mk VI, però més lleuger i resistent. Amb el sistema de canó flotant, el n.4 va esdevenir el fusell de franctirador de les forces britàniques, utilitzant una mira telescòpica de 3,5 augments. Anomenat n.4 Mk I (T), va ser recalibrat per al cartutx 7,62 x 51 OTAN i va continuar en servei fins a començaments de la dècada del 1990 com fusell de franctirador L42A1.
Durant la Segona Guerra Mundial, el Fusell núm 4 va ser simplificat per a la seva producció en massa amb la creació del n.4 Mk I*, que va ser fabricat a Amèrica del Nord. Posteriorment, es va necessitar un fusell més curt i menys pesat per les junglas d'Àsia, desenvolupant-se el Rifle No maig Mk I, conegut com a carabina de la jungla. Tenia un supressor de fogonada característic, i pesava gairebé un quilogram menys. No obstant això, tenia un cop molt fort de reculada i no va ser popular entre les tropes.
Després de la guerra, es va crear el fusell n.4 Mk II, una versió refinada i millorada del n.4. Els antics n.4 Mk I van ser redissenyats seguint els estàndards del Mk II, denominant n.4 Mk I/2, mentre que els n.4 Mk I* també van ser reutilitzats com el fusell n.4 Mk I/3. Tant el n.4 com el n. º 5 van ser usats durant la Guerra de Corea.
El Lee-Enfield va ser reemplaçat finalment pel L1A1 SLR, un derivat del FN FAL el 1955, encara que el fusell es va mantenir alguns anys més com a arma d'entrenament.

### Últims anys
Durant la dècada del 1960, el govern britànic i el Ministeri de Defensa van convertir una quantitat de Lee-Enfield n.4 al calibre 7,62 x 51 OTAN com a part d'un programa per mantenir el Lee-Enfield com a arma de rereguarda i emergència durant la Guerra freda. Aquests fusells van ser designats L8 i utilitzaven un carregador de deu bales, noves mires i el canó recalibrat.
L'aparença externa del L8 no es diferenciava dels n.4 originals, exceptuant el carregador i el canó. Els resultats dels assaigs amb el L8 no van ser reeixits i el Ministeri de Defensa va decidir no convertir els restants fusells n.4. No obstant això, els assajos van servir per convertir els antics fusells de franctirador n.4 (T) al nou calibre de 7,62 mm, designant com L42A1. El L42A1 va continuar sent el fusell de precisió de l'exèrcit britànic fins als dècada del 1990, quan va ser substituït pel AW/L96.
En la dècada del 1970, la RSAF Enfield va fabricar l'Enfield Enforcer, un fusell de franctirador per als tiradors de la policia de Gran Bretanya.

## Producció
Un total de 14 milions aproximadament de Lee-Enfields s'havien fabricat en diverses factories de diferents continents quan es va tallar la producció el 1956. No obstant això, es va continuar fabricant fins als dècada del 1980 a la fàbrica Ishapore de l'Índia i en la factoria BSA de Shirley, a Birmingham.
Els fabricants dels SMLE Mk I, variants, Mk III i Mk III* van ser:
- Enfield: Royal Small Arms Factory Enfield, Regne Unit.
- Sparkbrook: Royal Small Arms Factory Sparkbrook, Regne Unit.
- BSA Co: Birmingham Small Arms Company, Regne Unit.
- LSA Co: London Small Arms Company Ltd, Regne Unit.
- Lithgow: Lithgow Small Arms, Lithgow, Austràlia.
- GRI: Ishapore Arsenal, Índia (GRI significa "Georgius Rex, Imperator").
- RFI: Rifle Factory, Ishapore.
- SSA: Standard Small Arms, Regne Unit.
- NFA: National Firearms Assembly, Regne Unit.

Per als fusells n.4 Mk I, n.4 Mk I* i n.4 Mk II:
- ROF (M): Royal Ordnance Factory (Maltby), Regne Unit.
- ROF (F): Royal Ordnance Factory (Fazakerley), Regne Unit.
- Savage: Savage Arms; Chicopee Falls, Massachusetts, Estats Units - n.4 Mk I*
- Long Branch: Long Branch Arsenal; Long Branch, Ontario, Canadà - n.4 Mk I*
- POF: Pakistani Ordnance Factory, Pakistan.

## Ús actual
Els Lee-Enfield se segueixen utilitzant en les forces de reserva i les forces policials de molts països de la Commonwealth, particularment l'Índia i el Canadà. Els informes televisius de la Guerra afganosoviètica van mostrar que les tribus afganeses estaven armades amb fusells Lee-Enfield.
El fusell també és popular per a la caça. El 1998 es va formar la Lee Enfield Rifle Association per preservar aquests fusells. També es veuen fusells Lee-Enfield en les competicions esportives de diferents països o en commemoracions de veterans, com el ANZAC Day.
En fotografies de l'actual guerra civil a Nepal s'ha pogut comprovar que les tropes del govern utilitzen SMLE Mk III o III* per als combats. Aquest fusell ha servit per diferents faccions de les Salomó durant els conflictes del 2000. Així mateix va ser usat per l'IRA Provisional com fusell de franctirador.

## Cultura popular
El Lee-Enfield ha aparegut en pel·lícules situades en els conflictes de les Guerres dels Boers, la Primera Guerra Mundial, la Segona Guerra Mundial i la Guerra de Corea, en mans de tropes britàniques o de la Commonwealth. En la pel·lícula australiana de 1981 Gallipoli apareixen SMLE Mk III utilitzat per britànics i australians. En la pel·lícula de 1977 Un pont llunyà (A Bridge Too Far), recreant la II Guerra Mundial, surten en escena els fusells n.4 emprats per soldats i paracaigudistes britànics.
En els videojocs d'acció, és possible veure el Lee-Enfield a la prestigiosa sèrie de videojocs de la Segona Guerra Mundial Medal of Honor, com també en la sèrie Call of Duty i Day of Defeat utilitzant el model n.4. Al còmic 303, escrit per Garth Ennis i dibuix de Burrows, el Lee-Enfield és una peça central de la història.